# Caraiba andreae
Caraiba andreae är en ormart som beskrevs av Reinhardt och Lütken 1862. Caraiba andreae är ensam i släktet Caraiba som ingår i familjen snokar. Arten tillhör underfamiljen Dipsadinae som ibland listas som familj.
Arten förekommer i Kuba, inklusive Isla de la Juventud. Honor lägger ägg. Caraiba andreae är med en längd av cirka 150 cm en medelstor orm. Den lever i torra habitat som buskskogar, skogar och odlingsmark. Som föda antas ödlor.

## Underarter
Arten delas in i följande underarter:
- C. a. andreae
- C. a. melopyrrha
- C. a. morenoi
- C. a. nebulatus
- C. a. orientalis
- C. a. peninsulae